# Marín (Pontevedra)
Marín és una ciutat de la província de Pontevedra, situada a la comarca do Morrazo a Galícia. Limita al nord amb la ria de Pontevedra, a l'est amb Pontevedra, al sud amb Vilaboa i Moaña i a l'oest amb Bueu. La població de Marín és de 25.562 habitants segons l'INE del 2012 repartits en una extensió de 36,68 km². El seu port pesquer és el més important de Galícia.
Antigament, Marín s'anomenava Sant Xiao de Ancorados pels vaixells que fondejaven en les seves proximitats, però pot ser una deformació popular de Encoirados. El pare Sarmiento afirma que el seu nom ve de la paraula llatina mare, que significa mar, però avui se sap que deriva del nom Marinus.
Alberga l'Escola Naval Militar.

## Parròquies

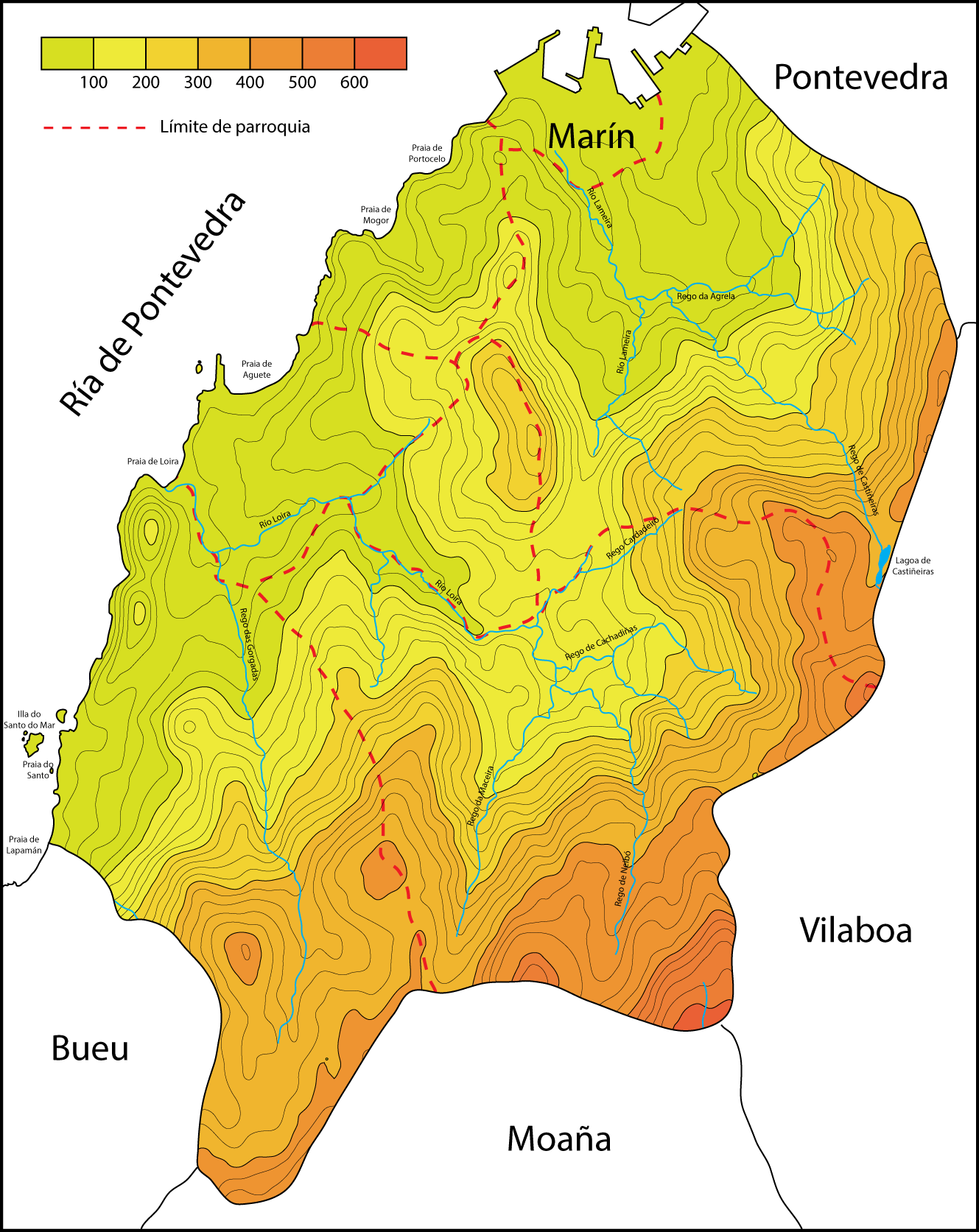
Parròquies de Marín

- Ardán (Santa María)
- O Campo (Santa María)
- Marín (San Xián)
- Marín (Santa María do Porto)
- Mogor (San Xurxo)
- San Tomé de Piñeiro (San Tomé)
- Seixo (Nosa Señora do Carme)

## Singularitat religiosa
La congregació evangèlica és de les més nombroses d'Espanya, i és el municipi amb més percentatge d'habitants d'aquesta confessió (el 10%, segons fonts de la mateixa Església Evangèlica de Marín) i és exemple de convivència interconfessional a la seva comunitat autònoma i també a la resta de l'estat. La congregació més gran en nombre d'assistents es reuneix al centre de la població, en un edifici de gran valor arquitectònic pel seu estil català decimonònic, i per ser centenari (inaugurat el 31 de desembre de 1899). Altres congregacions de Marín són l'Església Evangèlica de Seixo, que es reuneix en un altre edifici centenari a Seixo, i una altra congregació de tall pentecostal al centre de Marín.

## Economia

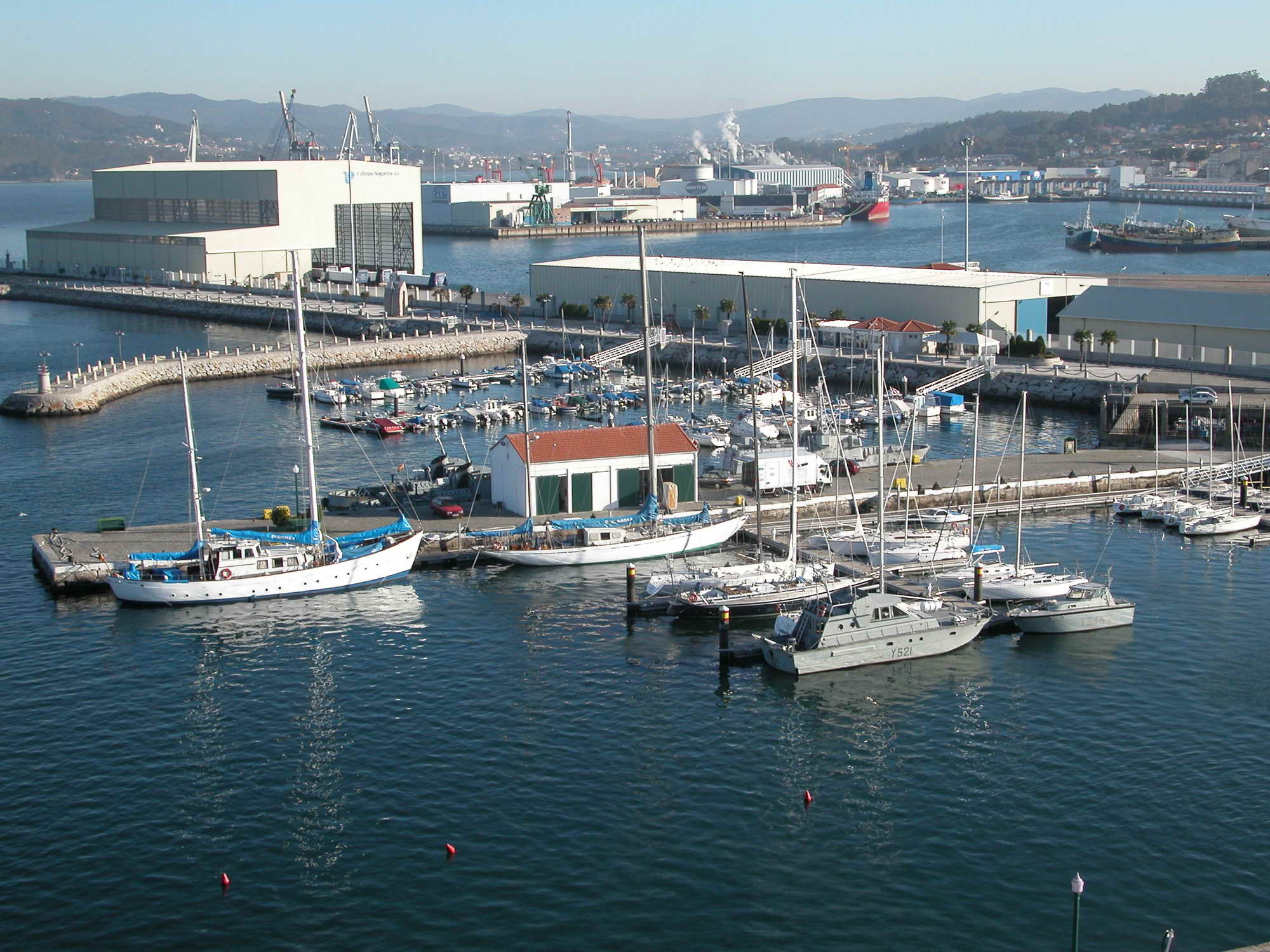
Port de Marín

La pesca és la seva activitat econòmica principal. El seu port pesquer (42° 24′ N, 8° 42′ W) és el més important tant a escala regional (el primer de Galícia en captures, per davant del port de Vigo i el port de La Corunya) com a escala nacional, amb un tràfic de 2 milions de tones l'any 2002.

## Festes
Hi ha moltes festes a Marín, entre elles es pot destacar: 
- Les Festes del Carmen, 16 de juliol, que són les més importants de la vila amb la celebració de nombrosos actes al llarg dels 10 dies que dura oficialment la festivitat.
- La Festa de Sant Miquel, 29 de setembre. En aquest dia es realitza la "Danza das espadas".
- La festa de la Sidra i de la poma, en Sant Tomé de Piñeiro, on els productes d'aquesta terra són la base de la festa.
- El "Entroido", on els marinenses i els visitants es disfressen. Compte amb nombroses actuacions en els seus carrers a més de desfilades i concursos. El dia gran d'aquest "Entroido" és l'anomenat "Enterro da sardiña".

| 9.228 | 13.194 | 17.592 | 22.647 | 25.706 | 25.562 |
| Fonts: INE i IGE (Els criteris de registre censal variaren i les dades de l'INE i de l'IGE poden no coincidir.) |        |        |        |        |        |